# Distrito regional de Skeena-Reina Carlota
El distrito regional de Skeena-Reina Carlota (del inglés: Skeena-Queen Charlotte Regional District) es un distrito regional formado por un grupo de islas más una porción continental de la Columbia Británica.
Entre las islas cabe destacar a: Graham, la más grande, Frederick, la segunda en tamaño, Langara Island, la más al norte aunque pequeña, Louise Island, donde está la ciudad más grande, Kunghit Island, la más al sur, Lyell Island, y Burnaby Island, entre otras.
En la costa hay también otras islas: Isla de Banks, Pitt, Porcher, Digby, Dundas; entre otras.
La parte continental es montañosa y con fiordos largos.
Una leyenda cuenta que ahí aparece de vez en cuando un Yeti en las Islas de la Reina Carlota le llaman Gogete y se piensa que son anteriores a los humanos.
En la parte Austral del Archipiélago de la Reina Carlota se encuentra el Parque nacional y reserva Gwaii Haanas.
También hay un ferry que sale desde la localidad de Queen Charlotte y va hasta Prince Edward, la capital, desde ahí la ruta 16 va hasta Portage la Prairie en Manitoba.
Además hay una línea de tren hasta Terrace y de ahí otra línea va hasta Prince George. También otra línea sale desde Terrace y va hasta la pequeña localidad de Kitimat.
Frente a Prince Edward pasa el ferry que va desde Bellingham hasta Juneau.
El distrito es atravesado por el río Skooner y el estrecho que separa el archipiélago del continente se llama Hécate Strait.